# Subasta

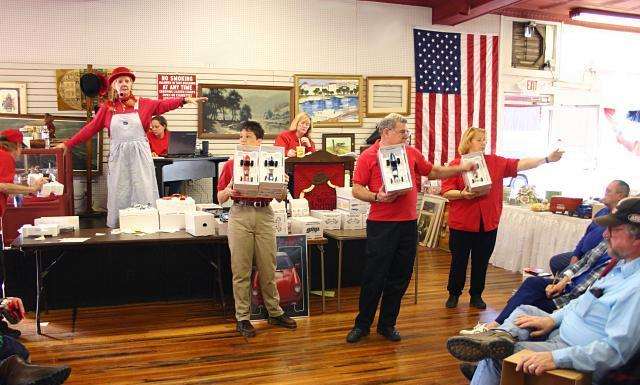
Imagen de una subasta benéfica.

Una subasta o remate es una venta organizada basada en la competencia directa, y generalmente pública, es decir, a aquel comprador (postor) que pague la mayor cantidad de dinero o de bienes a cambio del producto. El bien subastado se adjudica al postor que más dinero haya ofrecido por él, aunque si la subasta es en sobre cerrado, el bien se adjudica a la mejor oferta sin posibilidad de mejorarla una vez conocida.
Tradicionalmente en la teoría se reconocen dos grandes tipos: la subasta en sobre cerrado (que pueden ser de primer precio o de segundo precio) y la subasta dinámica, que puede ser subasta ascendente (inglesa), descendente (holandesa), o de "todos pagan" (subasta americana). También existen subastas inversas o de compra, en la cual el comprador es quien convoca a posibles vendedores o proveedores (v.gr. compras gubernamentales).
Una nueva categoría de subastas es la de reformas y proyectos donde un subastador adjudica su proyecto al mejor pujador.

## Historia
La palabra subasta tiene raíces históricas lejanas y viene originalmente del latín sub hasta, bajo lanza, debido a que el reparto de tierras conquistadas entre los soldados participantes se señalaba hincando una lanza en la parcela ocupada en suerte. 
Asimismo la venta del botín de la guerra se anunciaba con una lanza y la venta se realizaba ante la misma.
Uno de los ejemplos históricos más famosos era el de la subasta de la esposa durante el imperio babilónico la cual se llevaba a cabo anualmente. La operación comenzaba con la subasta de la mujer más bella y luego se procedía una a una con las demás. Era de hecho un acto ilegal obtener una esposa fuera de dicho proceso de compra.
Igualmente famosas eran las subastas de esclavos durante el imperio romano los cuales eran capturados en campañas militares para luego ser subastados en el foro. Los fondos recaudados en dichas subastas servían a su vez para financiar los esfuerzos bélicos del imperio.
A pesar de que transacciones como las anteriormente descritas habían tenido auge en sus respectivas sociedades, el sistema de venta basado en subastas había sido relativamente raro hasta el siglo XVII. Posiblemente la más antigua casa de subastas del mundo sea la Estocolmo Auction House (Estocolmo Auktionsverk), que se estableció en 1674 en Suecia.
A finales del siglo XVIII, poco después de la Revolución Francesa, las subastas llegaron a celebrarse en las tabernas para vender artículos de arte. Dichas subastas se celebraban diariamente y los catálogos eran impresos para anunciar elementos disponibles que generalmente eran artículos de colección raros. En algunos casos estos catálogos terminaron por convertirse en obras de arte que contenían infinidad de detalles sobre los artículos en subasta. Las dos casas de subasta más importantes, Sotheby's y Christie's, llevaron a cabo su primera subasta oficial en 1744 y 1766 respectivamente. En España la casa de subastas más importante es Balclis, fundada en 1979.
En el caso de las subastas dinámicas, el que dirige y adjudica públicamente al ganador de la mejor puja (oferta) se denomina subastador o martillero, en referencia al uso de un martillo de madera que golpea sobre un mesón para indicar la finalización de la subasta.

## Tipos de subastas

### Subasta en sobre cerrado
La subasta en sobre cerrado es aquella en la que los postores presentan su oferta en una sola ocasión. Puede ser De primer precio si el ganador paga el precio que ofreció, o De segundo precio si el ganador paga el precio ofrecido por quien quedó en segundo lugar.

### Subasta dinámica
Los postores conocen las ofertas de su competencia y pueden modificar la suya mientras la subasta está abierta. La subasta dinámica puede ser ascendente (inglesa), que parte de un precio de reserva y consiste en que los postores vayan presentando precios ascendentes, ganando quien ofrezca el precio mayor; descendente (holandesa) que se inicia con un precio determinado, superior a todas las ofertas, y que el subastador va bajando por etapas: gana el postor que primero acepta un precio. En la subasta americana todos los postores deben pagar la oferta que hacen, pero solo el que realiza la mejor oferta obtiene el producto.

### Subasta Round Robin
Se trata de una variante de la subasta con oferta cerrada que viene utilizada primordialmente para la venta de inmuebles. Los interesados hacen sus ofertas en una bolsa cerrada y luego el subastador le comunica a los postores cual es la oferta que se está adjudicando la subasta en esos momentos. Después de dicha comunicación, los participantes pueden tratar de superar la oferta máxima o abandonar la subasta.

### Subasta a la baja
Se trata de una subasta a la baja, o subasta inversa, modalidad de contratación en la que los proveedores participantes pujan por ofrecer el precio más bajo, para que la institución compradora acepte su oferta.

### Subasta a la baja al único precio más bajo
Se trata de una subasta a la baja, o subasta inversa, modalidad de compra condicionada. Los usuarios participantes pujan por ofrecer el precio más bajo por un artículo, pero condicionado a que podrá comprar ese artículo al precio pujado, solo si es el único más bajo. En caso de empate de al menos 2 pujas, el sistema buscara el primero en el tiempo, es decir que usuario empatado realizó la puja más baja antes, teniendo en cuenta, días, horas, minutos y segundos de la puja. El ganador de la puja, podrá realizar la compra y el pago por el importe pujado.

### Subasta por céntimos
Esta nueva variante de subastas consiste en subir el precio del producto en un céntimo con cada puja realizada. Cada producto tiene un reloj, y la subasta solo termina cuando finaliza la cuenta atrás y por tanto, cuando ninguna otra persona haya pujado por el producto durante el período marcado en su reloj. La última persona en pujar gana el producto por el importe que lo acompaña al finalizar la subasta.

### Subasta y concurso
La subasta versará sobre un tipo expresado en dinero, con adjudicación al licitador que, sin exceder de aquel, ofrece el precio más bajo.
En el Concurso, la adjudicación recaerá en el licitador que, en su conjunto, haga la proposición más ventajosa, teniendo en cuenta los criterios que se hayan establecido en los pliegos, sin atender exclusivamente al precio de la misma y sin prejuicio del derecho de la Administración a declararlo desierto.

### Subasta de Presupuestos
La novedad de las subastas, se trata de otro tipo de subastas relacionadas con profesionales y presupuestos, cada vez más extendida por estos momentos de crisis. 
Los clientes demandan un servicio (reformas, mudanzas, electricistas, pintores, etc), los profesionales pujan por el precio más bajo para adquirir el presupuesto y realizar el servicio, de este modo se consiguen precios más económicos y competitividad empresarial.

### Subasta Silenciosa
Las pujas se escriben en hojas de papel. Al final de la subasta, la puja más alta se adjudica la subasta. Este tipo de subasta se utiliza frecuentemente en eventos de beneficencia, en los que se subastan muchos objetos simultáneamente, y se "cierra" a una hora predeterminada común a todos los objetos. La subasta es "silenciosa" porque no hay subastador y los pujadores escriben sus pujas en una hoja que usualmente se deja en una mesa cercana al objeto. En las subastas de beneficencia, las hojas usualmente indican una puja inicial mínima, los incrementos que se pueden hacer sobre dicha puja mínima y una cantidad, llamada "puja garantizada" que si se paga se obtiene el objeto de forma inmediata. Otras variaciones de este tipo de puja pueden incluir pujas selladas. El pujador con la puja más alta paga el precio que indicó en su hoja y obtiene el bien.

### Subasta a tipo fijo
La subasta a tipo fijo la podemos definir como el procedimiento de subasta en el que el tipo de interés queda fijado de antemano por parte del Banco Central Europeo (BCE). De esta manera, las entidades participantes pujan por la cantidad de dinero que desean negociar al tipo de interés fijado.
En las subastas a tipo fijo se sumarán todas las pujas recibidas y si el volumen agregado supera a la cantidad total de liquidez que ha de concederse, las pujas se prorratearán y para ello se tomará como base la relación existente entre la cantidad que ha de adjudicarse y el volumen total solicitado. En cualquier caso, corresponde al BCE adjudicar una cantidad mínima a cada entidad participante.

### Subasta a tipo variable
La subasta a tipo variable es el procedimiento de subasta en el que las entidades de contrapartida pujan no solo por el volumen de liquidez que desean conseguir del banco central sino también por el tipo de interés al que desean participar.
En este tipo de subastas, se ordenará las pujas de mayor o menor tipo de interés. Asimismo, las pujas se irán adjudicando por orden hasta completar este proceso. 
En este tipo de subastas se puede optar por una de las dos siguientes:
- Subasta holandesa. Es de tipo único y ello significa que todas las pujas se adjudican a la cotización marginal.
- Subasta americana. De tipos múltiples, en el que cada puja aceptada se adjudica a la cotización solicitada por la entidad.[3]